# Temple de la Nature
Le Temple de la Nature est un bâtiment de France situé au Montenvers, dans le massif du Mont-Blanc, au-dessus de Chamonix, en Haute-Savoie. Successivement refuge, annexe de l'hôtel voisin puis musée, il est désormais fermé au public. Il est le témoin de l'époque des débuts du tourisme montagnard empreint de romantisme.

## Architecture

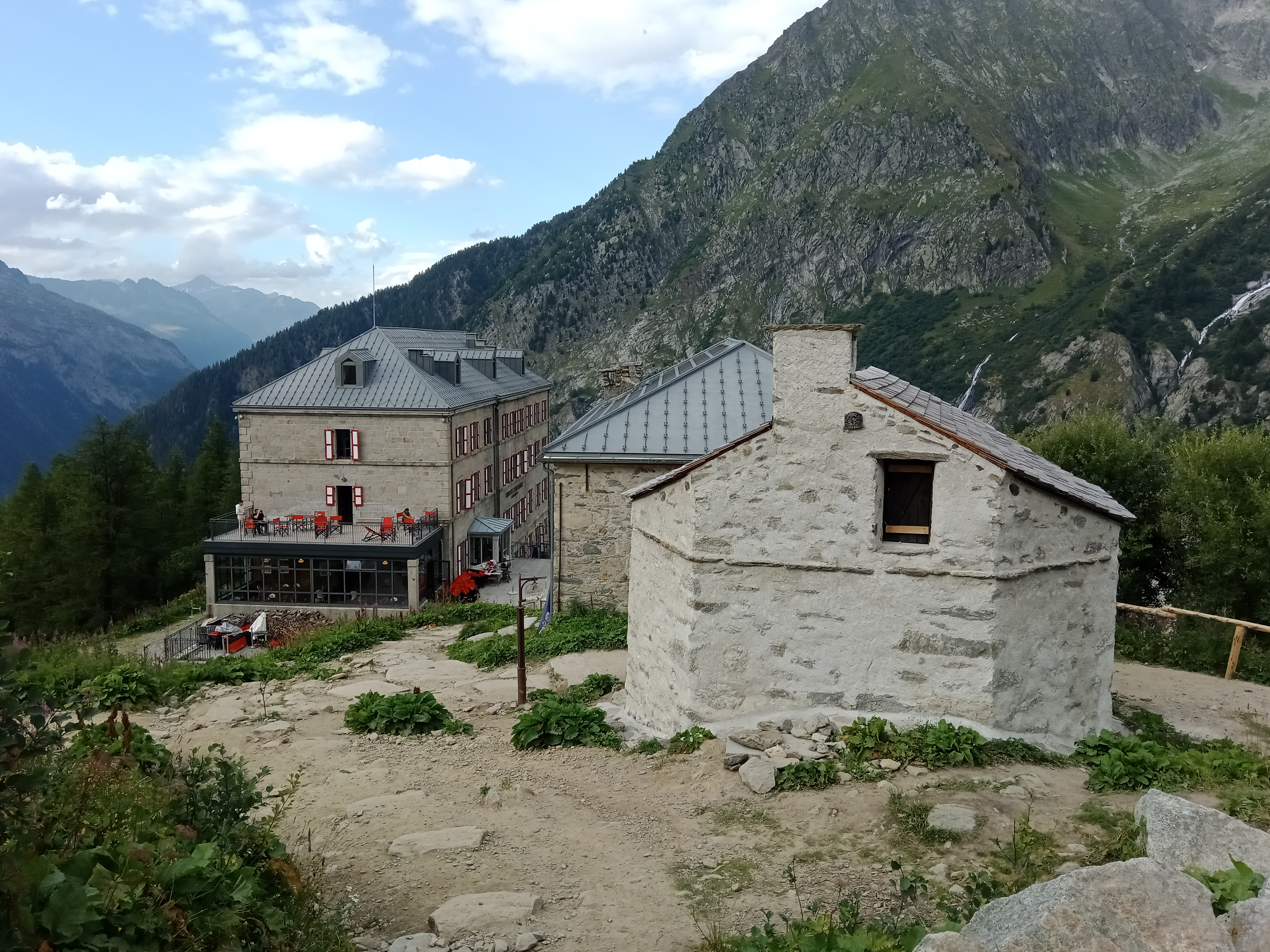
Vue de l'arrière du Temple de la Nature avec derrière lui l'hôtel du Montenvers et le Grand Hôtel du Montenvers.

Le Temple de la Nature est un édifice maçonné, de forme octogonale, à deux niveaux, au toit double pente pourvu d'une cheminée et dont les murs sont percés d'une porte à l'avant du bâtiment, de deux fenêtres sur les côtés et d'une petite porte en hauteur à l'arrière permettant d'accéder depuis l'extérieur au niveau supérieur. Au-dessus de la porte d'entrée se trouve une pierre gravée « A LA NATURE » et sur sa droite est apposée une stèle commémorant la restauration du bâtiment en 1923.
L'édifice est situé au Montenvers, un point de vue panoramique sur la Mer de Glace et les sommets environnants — les Drus, les Grandes Jorasses, les aiguilles de Chamonix, etc. — situé au-dessus des quartiers des Bois et des Praz, au nord-est du bourg de Chamonix, à 1 913 mètres d'altitude soit près de 900 mètres au-dessus du fond de la vallée. Le site est accessible par le chemin de fer du Montenvers, une ligne ferroviaire touristique à crémaillère, ainsi que par des sentiers de randonnée dont le chemin du Montenvers, le Grand Balcon Nord ou encore le chemin de la Filia. Le Temple de la Nature se trouve juste derrière l'hôtel du Montenvers, non loin du Grand Hôtel du Montenvers et du Glaciorium, à l'endroit où le chemin du Montenvers et le Grand Balcon Nord se rejoignent, le long de la voie du chemin de fer du Montenvers qui mène quelques dizaines de mètres au sud à sa gare terminus et où se trouvent les commodités touristiques (restaurant, boutique, etc.), les terrasses d'observation, la galerie des Cristaux et la télécabine de la Mer de Glace qui permet d'accéder à la grotte de glace.

## Histoire

Œuvre de Samuel Birmann de 1826 montrant le Montenvers avec le Temple de la Nature et derrière lui le refuge de Blair.

À partir du XVIIIe siècle, des naturalistes et premiers alpinistes suivent les pas des cristalliers et s'aventurent de plus en plus au cœurs des massifs alpins et notamment celui du massif du Mont-Blanc. Ainsi, en 1779, un Britannique installé à Genève édifie un petit bâtiment sommaire qui est considéré comme le premier refuge alpin,. Ce refuge de Blair est bien trop incommode pour les visiteurs fortunés et urbains qui commencent à venir en villégiature à Chamonix et s'essayent au tourisme montagnard naissant. Il est vite remplacé par le Temple de la Nature construit en trois mois en 1795 pour 85 louis,,. Celui-ci est voulu par plusieurs personnalités des sciences et des lettres et sous l'impulsion de Marc-Théodore Bourrit, auteur et alpiniste genevois, afin de permettre un meilleur accueil des visiteurs dans ce lieu naturel et dans une vision romantique et pour servir les idéaux révolutionnaires qui prévalent à l'époque,. Les noms et les médaillons de savants réalisés par Jean Jaquet, sculpteur genevois renommé, sont apposés sur les murs à l'intérieur : Buffon, de la Lande, Dolomieu, Bernardin de Saint-Pierre, Haüy, Brochant sur la droite pour les Français, Saussure, de Luc, Bourrit, Senebier, Jurine, Bonnet[Lequel ?] sur la gauche pour les Suisses, Spallanzani, Humboldt, Walckenaer et Cavanilles sur les quatre plus petits murs et enfin Newton au plafond. Cependant, les périodes d'occupation temporaires, l'isolement du bâtiment et les conditions météorologiques font qu'il est régulièrement dégradé et pillé si bien qu'il tombe plusieurs fois en ruine après être restauré de nombreuses fois en 1806, vers 1819, en 1840 et en 1926,,.
Lorsque les visiteurs se rendent au Montenvers, ils partent de Chamonix et empruntent un long sentier à travers la forêt. Au Temple de la Nature, ils y trouvent du réconfort, accueilli par un berger qui peut leur proposer du lait au kirsch au coin du feu. Dans le refuge sont à leur disposition des hamacs, de quoi cuisiner, du matériel de secours et ils peuvent repartir avec des souvenirs — cristaux, presse-papiers en pierre, etc., Les visiteurs sont particulièrement friands d'écrire une trace de leur passage dans le « livre des amis » — ancêtre du livre d'or — et surtout d'y lire les mots inscrits par leurs illustres prédécesseurs : Marie-Louise d'Autriche, Joséphine de Beauharnais, Germaine de Staël, Mary Shelley, Claire Clairmont, Thomas Stamford Raffles, Lord Byron, Southey, François-René de Chateaubriand, Wordsworth, Victor Hugo, James Fenimore Cooper, Alexandre Dumas, John Ruskin, George Sand ou encore Charles Dickens,.
Cette période faste pour le Temple de la Nature met paradoxalement en lumière le fait qu'il se révèle trop petit et désormais moins adapté aux besoins des visiteurs de l'époque qui cherchent plus de confort. Il est ainsi remplacé dans sa fonction d'accueil des voyageurs par l'hôtel du Montenvers ouvert en 1840 juste à côté ; si les visiteurs descendent à l'hôtel, ils font toujours un passage au Temple de la Nature. La construction du Grand Hôtel du Montenvers en 1880 jouxtant le premier hôtel achève de transformer le Temple de la Nature en annexe et il servira notamment de buanderie. Non entretenu, il se dégrade et doit faire l'objet de travaux en 1973 afin de le transformer en musée mais celui-ci n'ouvrira pas longtemps et le Temple de la Nature reste depuis fermé au public, bien que restauré une nouvelle fois en août 2022.

## Dans la culture
Le Temple de la Nature inspire de nombreux auteurs. Parmi eux, Charlotte Anne Eaton utilise l'un des passages du livre d'or du refuge comme point de départ de l'intrigue de Continental Adventures paru en 1826.